# Alexander Gottlieb Baumgarten
Pour les articles homonymes, voir Baumgarten.
Ne doit pas être confondu avec Alexander Baumgarten.
 (octobre 2024).
Alexander Gottlieb Baumgarten, né à Berlin le 17 juillet 1714 et mort à Francfort-sur-l'Oder le 27 mai 1762, philosophe prussien, disciple de Leibniz et de Christian Wolff. Son frère est Jacques Sigismond Baumgarten.
Il enseigna la philosophie et les belles-lettres ; mais s'occupa surtout des beaux-arts ; il est un des premiers qui en aient présenté une théorie générale. Auteur d' Æsthetica ou Esthétique (1750), il invente le terme « esthétique », (dans "Méditations philosophiques sur quelques aspects de l'essence du poème" : en 1735), qu'il définit comme « science de la connaissance sensible », devenant ainsi et de manière novatrice une discipline philosophique à part entière, son objet étant la perfection sensible, le beau, s'affranchissant du bien de manière générale.

## Esthétique
Le néologisme « esthétique » dont Baumgarten est l'auteur apparaît dans l'avant-dernier paragraphe de ses Méditations philosophiques sur quelques sujets se rapportant à l'essence du poème.
L'esthétique n'est pas chez Baumgarten, comme on pourrait entendre ce mot aujourd'hui, une science de l'art. De façon beaucoup plus générale, elle est « la science de la connaissance sensible » (Æsthetica, §1). Pour cette raison elle se distingue (§5) de la rhétorique et de la poétique : elle s'applique à n'importe quel objet, alors que la rhétorique s'applique au seul discours, et la poétique aux seuls arts. Mais elle se distingue également de la critique, dont, pour une part, elle constitue un préalable: la critique, si elle ne veut pas se réduire à l'arbitraire du goût de chacun, doit s'appuyer sur une esthétique.
La connaissance sensible, qui constitue le fonds de l'esthétique, est d'une nature particulière, qui suscite parfois le mépris des philosophes: elle fait intervenir « les sensations, les représentations imaginaires, les fables et les troubles passionnels », c'est-à-dire des données confuses (§ 6 et 7). Baumgarten défend, à partir de cette confusion, une propédeutique, c'est-à-dire une science en mouvement qui ira de la confusion sensible vers la clarté intelligible (§7-12).
L'Æsthetica se divise en deux parties, une Esthétique théorique, publiée en 1750, et une Esthétique générale [Æstheticorum generalium], publiée en 1758. Baumgarten écrit en latin, cette seconde partie est à ce jour inédite en français.
L'Esthétique théorique compte 36 sections, parmi lesquelles: 
- « La beauté de la connaissance » (S.1)
- « L'esthétique naturelle » (S.2)
- « L'exercice esthétique » (S.3)
- « La doctrine esthétique » (S.4)
- « Le mouvement esthétique » (S.5)
- « La fécondité [ubertas] esthétique » (S.8)
- « La grandeur esthétique » (S.15)
- « La petite manière de penser » (S.19)
- « La manière moyenne de penser » (S.20)
- « La manière sublime de penser » (S.21)
- « La vie opposée au sublime » (S.22)
- « La vérité et la fausseté esthétique » (S.27 et 28)
- « La vraisemblance esthétique » (S.29)
- « Les fictions » (S.30)
- « La passion esthétique inconditionnée pour la vérité » (S. 34)
- « La passion pour la vérité considérée dans ses relations » (S.35)
- « La passion poétique pour le vrai » (S.36)

L'Esthétique générale va de la section 37 à la section 53, parmi lesquelles :
- « Lumière esthétique » (S.37)
- « Obscurité esthétique » (S.38)
- « Ombre esthétique » (S.39)
- « Juste répartition de la lumière et de l'ombre » (S.40)
- « Couleurs esthétiques » (S. 41)

## Œuvres
- Meditationes philosophicae de nonnullis ad poema pertinentibus (Méditations philosophiques sur quelques aspects de l'essence du poème), Halae Magdeburgicae, 1735.
- Æsthetica ou Esthétique, Francfort-sur-l'Oder, 1750-1758, traduction française partielle : Esthétique, traduction, présentation et notes par Jean-Yves Pranchère, L'Herne, Paris 1988, 251 pages; paragraphes 1-77, 423-504, 555-612 et les Méditations.
- Initia philosophiae practicae primae (Principe de la philosophie pratique première), Halae Magdeburiae, 1760; traduction française par Luc Langlois et Emilie-Jade Poliquin, Paris, Librairie philosophique J. Vrin, 2015.